# Ribe-Esbjerg HH
Ribe-Esbjerg HH är en dansk handbollsklubb baserad i Esbjerg och Ribe. Den bildades 2008 som en sammanslagning av de tidigare klubbarna Ribe HK och Sædding Guldager IF.
Under säsongen 2011/12 drabbades klubben av en tragedi då den 23-årige spelaren Lars Olsen ramlade ihop och dog den 25 september 2011 i en match mot Team Sydhavsøerne i Maribo.

## Spelartrupp 2021/2022
| Nr | Land    | Pos | Namn                   |
| -- | ------- | --- | ---------------------- |
| 1  | Danmark | MV  | Anders Haagen          |
| 12 | Danmark | MV  | Sørenn Rasmussen       |
| 74 | Danmark | MV  | Markus Howe Madsen     |
| 2  | Danmark | M6  | Sander Juel            |
| 4  | Danmark | H6  | Tobias Olsen           |
| 5  | Danmark | H9  | Emil Grønbech          |
| 6  | Danmark | V9  | Torben Petersen        |
| 7  | Sverige | M9  | Jonas Larholm          |
| 8  | Danmark | H9  | Simon Birkefeldt       |
| 9  | Danmark | M6  | Christoffer Langerhuus |

| Nr | Land      | Pos | Namn                     |
| -- | --------- | --- | ------------------------ |
| 10 | Danmark   | H9  | Jonathan Mollerup        |
| 11 | Danmark   | H6  | Mathias Jørgensen        |
| 18 | Danmark   | M9  | Marcus Mørk              |
| 19 | Sverige   | V9  | Jesper Lindgren          |
| 21 | Slovenien | M6  | Miha Žvižej              |
| 23 | Norge     | V9  | William Aar              |
| 31 | Danmark   | V6  | Morten Jørgensen         |
| 92 | Danmark   | V6  | Sune Iversen             |
| 97 | Danmark   | V9  | Anton Fredslund Pedersen |
| 99 | Danmark   | M6  | Johan Hald               |

## Spelare i urval
- Matias Helt Jepsen (2013–2015)
- Jonas Larholm (2020–)
- Sørenn Rasmussen (2017–2022)
- Gunnar Steinn Jónsson (2018–)